# 那貴人
那貴人（1825年8月5日—1865年9月9日），輝發那拉氏，或作那氏。內務府正白旗漢軍托永武管領下人。原任藍翎長那俊之女。道光帝之貴人。

## 生平
道光五年 (1825年) 六月二十一日辰時出生。那貴人是內務府正白旗漢軍托永武管領下人，應該是透過內務府選秀入宮的。道光十九年二月十七日封為琭常在。道光二十年十一月十七日晉為琭貴人。道光二十一年三月十八日，因故降為琭常在。道光二十五年十月二十七日，再降為那答應。
道光三十年正月，剛登極的咸豐帝晉稱其為皇考那常在。咸豐十一年十月，同治帝再晉尊其為皇祖那貴人。同治四年七月二十日午时，輝發那拉氏薨逝於壽安宮，享年四十一岁。同治六年 (1867年) 三月初三日，與庄顺皇贵妃金棺一並奉安慕东陵。

## 家族
- 父：那俊：道光六年，時為膳上藍翎侍衛的那俊因誤差而被內務府堂記過，停其升遷[4]。道光七年，正白旗內務府滿洲藍翎侍衛那俊遵例捐衛千總[5]。道光九年，因無力報捐衛千總，准其註銷，仍在原衙門當差，並將其原捐執照繳銷[6]。
- 母：李氏，那俊去世後享有養贍錢、糧米石的待遇[7]。